# Gelbbrauenguan

Verbreitungsgebiet des Gelbbrauenguans

Der Gelbbrauenguan (Ortalis superciliaris), Syn. Ortalida superciliaris ist eine Vogelart aus der Ordnung der Hühnervögel (Galliformes).
Die Art wurde früher zusammen mit dem Tüpfelguan (O. guttata) als konspezifisch mit dem Motmotguan (O. motmot) angesehen. Die Bezeichnung Ortalis spixi Hellmayr, 1906, wird als ein Synonym betrachtet.
Der Vogel ist endemisch in Brasilien und kommt in einem kleinen Gebiet im Nordosten südlich des Amazonas vor (Pará bis Piauí und Norden Goiás).
Der Lebensraum umfasst Laubwälder und Dickichte im Tiefland.
Der Artzusatz kommt von lateinisch supercilium ‚Augenbraue‘.

## Merkmale
Die Art ist mit 45–46 cm der kleinste Vertreter der Gattung und der einzige mit einem deutlichen Überaugenstreif, dessen Farbe von gelb-bräunlich-weiß bis blass zimtfarben variieren kann. Die Gesichtshaut ist dunkel schieferfarben, der Kehllappen rot. Nacken, obere Brust und Scheitel sind grau mit hell geschupptem Aussehen, in Richtung Rücken in Braun übergehend mit dunklem, etwas grünlich überhauchtem Schwanz mit kastanienbraunen Spitzen und äußere Steuerfedern. Die Unterseite ist blasser und geht in helles rotbraun an den Unterschwanzdecken über.
Die Iris ist braun, der Schnabel grau, an der Basis dunkler und an der Spitze heller. Die Beine sind oliv-grün bis grau. Die Geschlechter unterscheiden sich nicht.

## Geografische Variation
Die Art ist monotypisch.

## Stimme
Die Rufe sind (bislang) nicht beschrieben, auch wenn es Klangaufzeichnungen gibt (s. Weblinks).

## Lebensweise
Die Art ist vermutlich ein Standvogel.
Die Nahrung besteht aus Früchten und Blüten.
Die Brutzeit liegt zwischen Dezember und Februar und/oder Juni, Juli und November. Nester wurden in Astgabeln, auf hohem Gras und in dichten Büschen etwa 90 cm über dem Erdboden gefunden. Das Gelege besteht aus 2–3 schmutzig weißen Eiern.

## Gefährdungssituation
Der Bestand gilt als „nicht gefährdet“ (Least Concern).